# Aeroportul Friedman Memorial
Aeroportul Friedman Memorial (IATA: SUN, ICAO: KSUN, FAA LID: SUN) este un aeroport din Idaho, Statele Unite ale Americii ce deservește zona Ketchum⁠(d). Aeroportul a fost tranzitat în 2019 de 178.634 de pasageri. A fost deschis în 1932.
Situat la o altitudine de 1.621 m, aeroportul dispune de 1 pistă.

## Infrastructură

### Piste
Aeroportul dispune de o singură pistă. Pista 13/31 are suprafața de asfalt și dimensiunile 7.550 picioare × 100 picioare. 